# Alexis Wilkin
Alexis Wilkin (* 1977) ist ein belgischer Mittelalterhistoriker.

## Leben
Er studierte und promovierte 2009 an der Universität Lüttich. Er forschte an den Universitäten von Harvard (2008) und Gent sowie schließlich ab Oktober 2009 an der Université libre de Bruxelles (ULB). Seit 2012 ist er Leiter des dortigen Forschungszentrums SOCIAMM („Centre de recherches Histoire, Arts et Culture des Sociétés anciennes, médiévales et modernes“). 2014 wurde er außerdem auf eine Professur an der Fakultät für Philosophie und Sozialwissenschaften der ULB berufen.
Seine Forschungsschwerpunkte liegen auf der Wirtschafts- und Sozialgeschichte des Mittelalters zwischen Loire und Rhein.

## Schriften (Auswahl)
- La gestion des avoirs de la cathédrale Saint-Lambert de Liége, des origines à 1300. Contribution à l’histoire économique et institutionelle du pays mosan. Brüssel 2008, ISBN 978-2-8031-0247-1.
- als Herausgeber mit Jean-Louis Kupper: Évêque et prince. Notger et la Basse-Lotharingie aux alentours de l’an mil. Lüttich 2013, ISBN 978-2-87562-026-2.
- als Herausgeber mit John Naylor, Derek Keene und Arnoud-Jan Bijsterveld: Town and Country in Medieval North Western Europe. Dynamic Interactions. Turnhout 2015, ISBN 978-2-503-53387-2.
- als Herausgeber mit Alain Dierkens und Nicolas Schroeder: Penser la paysannerie médiévale, un défi impossible? Recueil d’études offert à Jean-Pierre Devroey. Paris 2017, ISBN 979-10-351-0017-9.